# 納迪貝
49°33′4″N 23°4′2″E / 49.55111°N 23.06722°E

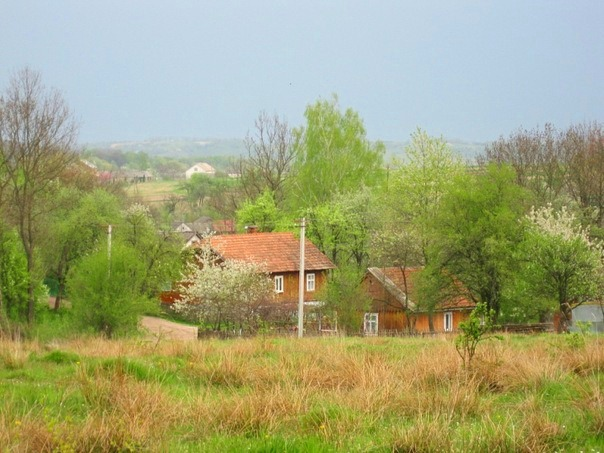

納迪貝（烏克蘭語：Надиби）是烏克蘭西部利維夫州桑比爾區比斯科維奇市鎮的村莊。該村始建於1125年，面積1.96平方公里，海拔高度306米，2020年人口1,121，人口密度每平方公里623.28人。